# 中込伸
中込 伸（なかごみ しん、1970年2月16日 - ）は、山梨県出身の元プロ野球選手（投手）・指導者・監督。2009年まで中華職業棒球大聯盟・兄弟エレファンツの監督を務めていた。

## 来歴・人物
中学時代は剃り込み頭にちゃんちゃんこ、雪駄という恰好で通学していた。
中学卒業後は志望校に入れず、田名網英二総監督の誘いで山梨県立甲府工業高等学校の定時制に進学。翌年、全日制に編入。1986年秋の関東大会では準々決勝で常総学院の島田直也と投げ合って延長11回を完封勝利すると準決勝も延長10回を投げ切るなど全試合を完投して優勝。1987年には、エースとして第59回選抜大会に出場した。夏の県大会は前年秋に関東大会決勝で下した久慈照嘉のいる東海大甲府と再戦したが敗れた。

### 現役時代
前述の経緯から高校在籍4年目も卒業に必要な単位取得のため、1988年に兵庫県立神崎工業高等学校・定時制（機械科）に編入した上で、阪神タイガースへ練習生（公式には球団職員）として在籍。阪神の田丸仁スカウトが法大先輩である甲府工・田名網総監督に話を持ち掛けたことがきっかけ。1988年度ドラフト会議にて阪神タイガースから1位指名を受けて入団した。
1990年、右ひじを痛めた影響からフランク・ジョーブの執刀のもと軟骨除去手術を行う。
1991年に無四球完投でプロ初勝利。
1992年には体格100kgを越える巨体から重い速球とカットボール（当時はまっスラと言われてた）・フォークボールを武器に9勝8敗・防御率2.42を記録し、優勝争いを演じたチームの主軸投手として大活躍。
1994年と1995年にも再び右ひじを手術。
1997年に先発として復活。
1998年には5年ぶりの規定投球回をクリアしたが前年程の安定感は無くこの年のセ・リーグ最多敗戦投手となった。
1999年から就任した野村克也とは体型の管理などで反りが合わず登板が激減。中谷仁をアクシデントによって負傷させてしまうなどの不運なトラブルもあった。
2000年オフ、FA宣言をしていた新庄剛志が、阪神残留の条件として背番号を1へ変更を希望したため、中込本人は快諾し背番号を55に変更したが、新庄はニューヨーク・メッツに移籍してしまい、背番号1は空白になってしまった。(結局背番号1は翌2001年に西武ライオンズから移籍した谷中真二が付けた。)
2001年オフに自由契約となる。
2002年に福岡ダイエーホークスの入団テストを受けて再起を図るも、不合格となった。その後、中華職業棒球大聯盟（CPBL）・兄弟エレファンツに入団。
2005年には兼任コーチも務め、同年限りで現役を引退。
阪神時代のチームメイトの郭李建夫と風貌、顔がそっくりで、入団当初は、「実は兄弟ではないか」と話題になりやくみつるや中山ラマダらの4コマ漫画でネタにされたことがある。そのせいもあってか中込は、「他人のような気がしない」、「僕のお兄さん」と当時は日本語も話せず日本の生活にも慣れない郭李の面倒をよくみていたという。故障とフォーム矯正のために投球までもが中込と見分けがつかなくなった。この二人は仲がよく、中込が日本球界のトライアウトに落ちたときも郭李が台湾球界入りをアシストしたといわれる。

### 引退後
2006年、沖縄県の社会人野球クラブ「サムライ那覇」を結成し監督兼主宰者となる。
2007年末から、兄弟エレファンツに投手コーチとして復帰。
2009年5月から兄弟監督に就任し、チームを台湾シリーズ進出に導いた。
だが、同年10月末、台湾プロ野球界を揺るがす八百長騒動で選手が逮捕、解雇されたことにより監督を解任された。その後、自身の関与も疑われ同年11月2日に台湾検察当局より事情聴取を受ける。
2010年2月10日、台湾の検察当局は中込を元La Newベアーズの張誌家ら選手監督7人を含む計24人と共に賭博罪と詐欺罪で起訴し、中込に対しては懲役1年6か月を求刑した。初公判では起訴事実を一部、7月13日の公判では全て認めた。12月に中込は起訴内容を全て認め、詐欺罪で懲役1年8か月、執行猶予4年の有罪判決が確定する。
2011年2月21日に日本に帰国したが、罪を認めたのは家族の為に早く日本に帰国したかったからで、あくまで八百長には関与していないと主張した。
詳しくは『中華職業棒球大聯盟#八百長問題』も参照。
2011年、12月16日に阪神甲子園球場そばで「焼肉 伸SHIN 甲子園店」を開業、飲食店オーナーとなる。阪神入団同期の高村洋介がオーナーであった店舗を改装した。
2012年9月21日放送の『爆報! THE フライデー』（TBS系）でその後が報道され、八百長関与否定を再度主張した。

## 詳細情報

### 年度別投手成績
| 年 度     | 球 団     | 登 板 | 先 発 | 完 投 | 完 封 | 無 四 球 | 勝 利 | 敗 戦 | セ 丨 ブ | ホ 丨 ル ド | 勝 率 | 打 者 | 投 球 回 | 被 安 打 | 被 本 塁 打 | 与 四 球 | 敬 遠 | 与 死 球 | 奪 三 振 | 暴 投 | ボ 丨 ク | 失 点 | 自 責 点 | 防 御 率 | W H I P |
| --------- | --------- | ----- | ----- | ----- | ----- | -------- | ----- | ----- | -------- | ----------- | ----- | ----- | -------- | -------- | ----------- | -------- | ----- | -------- | -------- | ----- | -------- | ----- | -------- | -------- | ------- |
| 1990      | 阪神      | 4     | 3     | 0     | 0     | 0        | 0     | 2     | 0        | --          | .000  | 56    | 11.1     | 19       | 5           | 5        | 0     | 0        | 5        | 1     | 0        | 11    | 11       | 8.74     | 2.12    |
| 1991      | 阪神      | 13    | 12    | 2     | 0     | 1        | 1     | 4     | 0        | --          | .200  | 300   | 71.1     | 62       | 10          | 29       | 1     | 0        | 47       | 5     | 0        | 36    | 34       | 4.29     | 1.28    |
| 1992      | 阪神      | 28    | 27    | 7     | 1     | 1        | 9     | 8     | 0        | --          | .529  | 811   | 200.2    | 147      | 18          | 77       | 6     | 1        | 111      | 5     | 0        | 61    | 54       | 2.42     | 1.12    |
| 1993      | 阪神      | 28    | 28    | 4     | 0     | 0        | 8     | 13    | 0        | --          | .381  | 822   | 199.0    | 175      | 19          | 62       | 7     | 2        | 153      | 6     | 0        | 86    | 82       | 3.71     | 1.19    |
| 1996      | 阪神      | 8     | 7     | 0     | 0     | 0        | 0     | 4     | 0        | --          | .000  | 146   | 31.1     | 45       | 4           | 9        | 0     | 0        | 25       | 2     | 0        | 26    | 23       | 6.61     | 1.72    |
| 1997      | 阪神      | 23    | 20    | 1     | 0     | 0        | 7     | 7     | 0        | --          | .500  | 467   | 110.2    | 104      | 8           | 38       | 4     | 2        | 60       | 2     | 1        | 48    | 38       | 3.09     | 1.28    |
| 1998      | 阪神      | 26    | 25    | 1     | 0     | 0        | 8     | 13    | 0        | --          | .381  | 640   | 143.0    | 181      | 17          | 40       | 0     | 3        | 69       | 3     | 0        | 81    | 76       | 4.78     | 1.55    |
| 1999      | 阪神      | 15    | 13    | 0     | 0     | 0        | 2     | 7     | 0        | --          | .222  | 347   | 82.2     | 86       | 5           | 21       | 2     | 1        | 41       | 0     | 0        | 37    | 30       | 3.27     | 1.29    |
| 2000      | 阪神      | 25    | 3     | 0     | 0     | 0        | 3     | 3     | 2        | --          | .500  | 220   | 48.2     | 66       | 5           | 10       | 0     | 4        | 37       | 1     | 0        | 26    | 25       | 4.62     | 1.56    |
| 2001      | 阪神      | 12    | 0     | 0     | 0     | 0        | 3     | 1     | 0        | --          | .750  | 77    | 17.2     | 14       | 3           | 9        | 1     | 0        | 14       | 2     | 0        | 13    | 8        | 4.08     | 1.30    |
| 2002      | 兄弟      | 28    | 25    | 8     | 2     | 0        | 15    | 9     | 0        | 0           | .625  | 791   | 190.2    | 185      | 13          | 44       | 1     | 6        | 123      | 7     | 0        | 79    | 69       | 3.26     | 1.20    |
| 2003      | 兄弟      | 27    | 22    | 4     | 1     | 0        | 13    | 8     | 3        | 0           | .619  | 668   | 163.1    | 157      | 5           | 29       | 2     | 3        | 129      | 4     | 0        | 57    | 46       | 2.53     | 1.14    |
| 2004      | 兄弟      | 26    | 25    | 7     | 0     | 2        | 14    | 6     | 0        | 0           | .700  | 724   | 175.1    | 169      | 11          | 41       | 0     | 5        | 108      | 4     | 1        | 77    | 54       | 2.77     | 1.20    |
| 2005      | 兄弟      | 16    | 14    | 1     | 1     | 1        | 3     | 6     | 0        | 0           | .333  | 440   | 98.1     | 124      | 10          | 27       | 0     | 1        | 52       | 5     | 0        | 59    | 51       | 4.67     | 1.54    |
| NPB：10年 | NPB：10年 | 182   | 138   | 15    | 1     | 2        | 41    | 62    | 2        | --          | .398  | 3886  | 916.1    | 899      | 94          | 300      | 21    | 13       | 562      | 27    | 1        | 425   | 381      | 3.74     | 1.31    |
| CPBL：4年 | CPBL：4年 | 97    | 86    | 20    | 4     | 3        | 45    | 29    | 3        | 0           | .608  | 2623  | 627.2    | 635      | 39          | 141      | 3     | 15       | 412      | 20    | 1        | 272   | 220      | 3.15     | 1.24    |

- 各年度の太字はリーグ最高

### 表彰
CPBL
- ゴールデングラブ賞（金手套奨）：1回（2004年）
- 月間MVP：2回（2002年5月、2003年9月）
- 台湾シリーズ優秀選手：1回（2002年）

### 記録
NPB
- 初登板：1990年5月13日、対ヤクルトスワローズ7回戦（長崎県営野球場）、1回4失点で敗戦投手
- 初勝利・初完投：1991年9月22日、対横浜大洋ホエールズ19回戦（阪神甲子園球場）、9回2失点
- 初完封：1992年4月15日、対大洋2回戦（甲子園） ※6回途中降雨コールド
- オールスターゲーム出場：1回 （1992年）

### 背番号
- 99 （1989年 - 1994年）※練習生時代の1988年にも着用したが、正式に登録されたものではない。
- 1 （1995年 - 2000年）
- 55 （2001年 - 2005年）
- 77 （2008年 - 2009年）

## エピソード
- 若手時代の井川慶は先発KOされた中込をリリーフした試合で死球、四球連発、ヒットと散々の内容で降板したことがあった。その試合では中込に「ごめんな、俺が悪かったよ」と謝られたという。中込から先発投手の責任を学んだ井川は、以降先発した試合では必ず救援投手に声を掛けることにしたと後年振り返っている[13]。

## 関連事項

### 関係する人物
- 中谷仁 - 同僚選手達とバーベキューをしている最中に中谷の携帯電話が鳴り、中込が中谷へ電話を投げて渡したところ、中谷がそれに気付かず左目に当たり、視力を大きく低下させる原因となった。この事故により中谷は失明寸前となって選手生命の危機に陥ったが、その後地道な練習が実り、実戦に支障が出ないまでに回復した。 この件について、中込本人は「浜辺で同僚選手達とバーべキューをしている最中に中谷の携帯電話が鳴り、中込が中谷へ電話を投げて渡したところ、中谷がそれに気付かず左目に当たった。中込は中谷及び、家族に対して自分の過失を詫びた。中谷と家族は「気にしないでください」と言い、和解したとの事である。

- 著書『タイガース中毒読本―1992年ハラハラドキドキの舞台裏』 （ワニブックス、1992年、共著：亀山努・中込伸・新庄剛志）
- 写真集『タイガースの革命児―中込伸・亀山努・新庄剛志写真集』 （ソニー・マガジンズ、1992年）